# Cormack-lehane klassificieringssystem

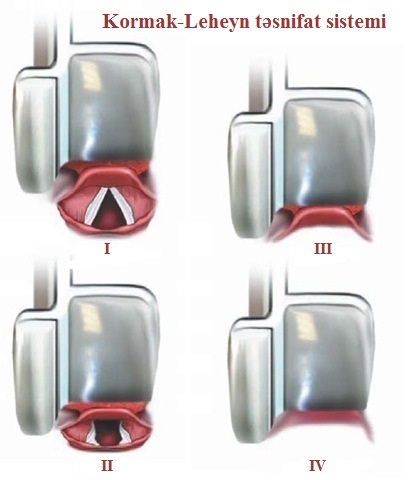
Cormack-Lehane klassificering vid direkt laryngoskopi

Cormack-lehane klassificieringssystem klassificerar vyer som man får genom direkt laryngoskopi baserat på de anatomiska strukturer som ses. Klassificeringen beskrevs först av RS Cormack och J. Lehane år 1984 som ett sätt att simulera potentiella scenario som en anestesiläkare kan ställas inför .  En modifierad version som delade upp "grad 2" beskrevs först år 1998 .
| Grad | Beskrivning                                                          | Ungefärlig frekvens | Sannolikhet för svår intubation |
| ---- | -------------------------------------------------------------------- | ------------------- | ------------------------------- |
| 1    | Full vy av glottis                                                   | 68–74 %             | <1 %                            |
| 2a   | Delvis vy av glottis                                                 | 21–24 %             | 4,3–13,4 %                      |
| 2b   | Endast bakre extremiteten av glottis ses eller endast arytenoidbrosk | 3,3–6,5 %           | 65–67,4 %                       |
| 3    | Endast epiglottis ses, ingen av glottis ses                          | 1,2–1,6 %           | 80–87,5 %                       |
| 4    | Varken glottis eller epiglottis ses                                  | mycket sällsynt     | väldigt troligt                 |